# La Grande Cuisine
Pour plus de détails, voir Fiche technique et Distribution.
La Grande Cuisine (Who Is Killing the Great Chefs of Europe?) est un film réalisé par Ted Kotcheff en 1978.

## Synopsis
Les plus grands chefs cuisiniers du monde se font assassiner les uns après les autres. L'assassin procède d'une méthode toute particulière en tuant chaque chef cuisinier de la manière dont ce dernier prépare son meilleur plat.

## Fiche technique
Sauf indication contraire, les informations mentionnées dans cette section peuvent être confirmées par la base de données cinématographiques IMDb,  présente dans la section « Liens externes ».
- Titre français : La Grande Cuisine
- Titre original américain : Who Is Killing the Great Chefs of Europe ?
- Titre italien : Qualcuno sta uccidendo i più grandi cuochi d'Europa
- Titre allemand : Die Schlemmer-Orgie
- Réalisation : Ted Kotcheff, assisté de Bernard Cohn
- Photographie : John Alcott
- Scénario : Peter Stone d'après le roman de Nan Lyons et Ivan Lyons
- Décors : Werner Achmann
- Costumes : Donfeld, Anton Eder, Linda Henrikson et Judy Moorcroft
- Montage : Thom Noble
- Musique : Henry Mancini
- Production : William Aldrich
- Société de production : Aldrich Company, Lorimar Productions, Geria Productions et Bavaria Film
- Société de distribution : Warner Bros. (États-Unis)
- Pays :  Allemagne de l'Ouest,  États-Unis,  Italie et  France
- Genre : comédie policière
- Durée : 112 minutes
- Dates de sortie : 
  - France : 13 septembre 1978
  - États-Unis : 6 octobre 1978 (New York)
- Affiche : René Ferracci (France)

## Distribution
- George Segal (vf : Francis Lax) : Robby Ross
- Jacqueline Bisset : Natacha O'Brien
- Robert Morley : Maximilien Vandervere
- Madge Ryan : Beecham
- Philippe Noiret : Jean-Claude Moulineau
- Jean Rochefort : Auguste Grandvilliers
- Jean-Pierre Cassel : Louis Kohner
- Jacques Balutin : Chappemain
- Daniel Emilfork : Saint-Just
- Joss Ackland : Cantrell
- Jean Parédès : Brissac
- Jean Gaven : l'inspecteur Salpêtre
- Jacques Marin : Massenet
- Frank Windsor : Blodgett
- Tim Barlow (en) : Doyle
- John Le Mesurier : le Dr Deere
- Luigi Proietti : l'inspecteur Boromeo Ravello
- Stefano Satta Flores : Fausto Zoppi